# Tulipán planý
Tulipán planý (Tulipa sylvestris), česky též tulipán lesní, je vytrvalá cibulnatá rostlina z čeledi liliovitých. V ČR byla v minulosti často vysazovaná pro okrasu, místy zplaňuje.

## Popis
Z cibule vyrůstají 2–3 lehce sivé kopinaté listy, stonek nese květ žluté barvy o průměru cca 4–5 cm (plně otevřený), prašníky i pestík jsou rovněž žluté. Výška rostliny za květu je nejčastěji 20–45 cm. Doba květu je od konce dubna do poloviny května, plodem je trojboká zašpičatělá tobolka.

## Rozšíření
Tato cibulovina pochází z jižní a jihovýchodní Evropy (především Středozemí – Itálie, Sardinie a Sicílie), na východě areál zasahuje až do jižního Ruska. V České republice je tento tulipán nepůvodní, pěstuje se občas na zahradách. Ve volné přírodě se jedná o zplanělou populaci Tulipa sylvestris subsp. sylvestris.
Roste ve světlých, zvláště listnatých lesích a v křovinách, též na okrajích vinic nebo v zámeckých parcích. Vyhledává spíše sušší, výhřevnější stanoviště, jako jsou okraje trávníků nebo řídké keřové porosty. Zplanělí jedinci kvetou málo, často vytváří porosty o desítkách exemplářů, které ale tvoří pouze listy. Občas kvetoucí exempláře je možno spatřit např. na svazích pražského Petřína nebo v Lednickém parku či Českém středohoří pod vrchem Boreč. A v parku v Čížkovicích.

## Galerie

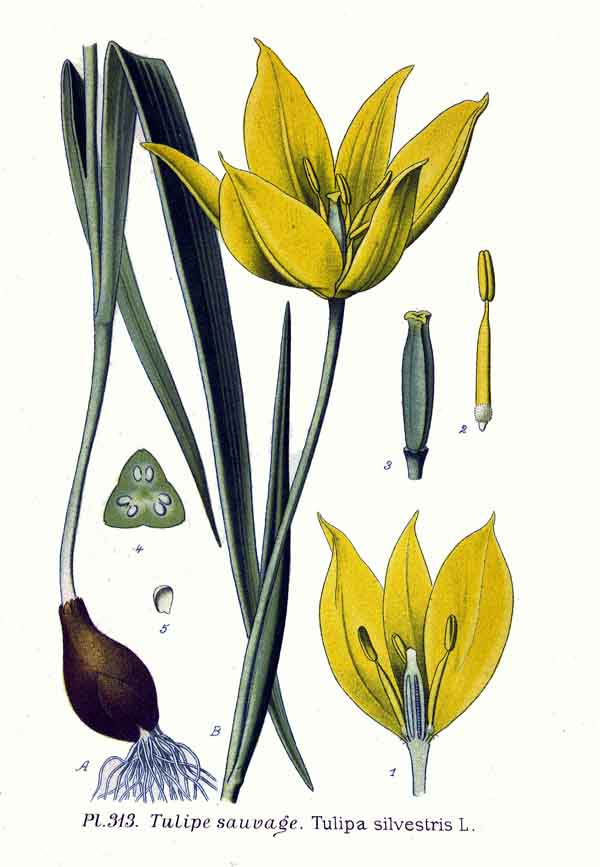
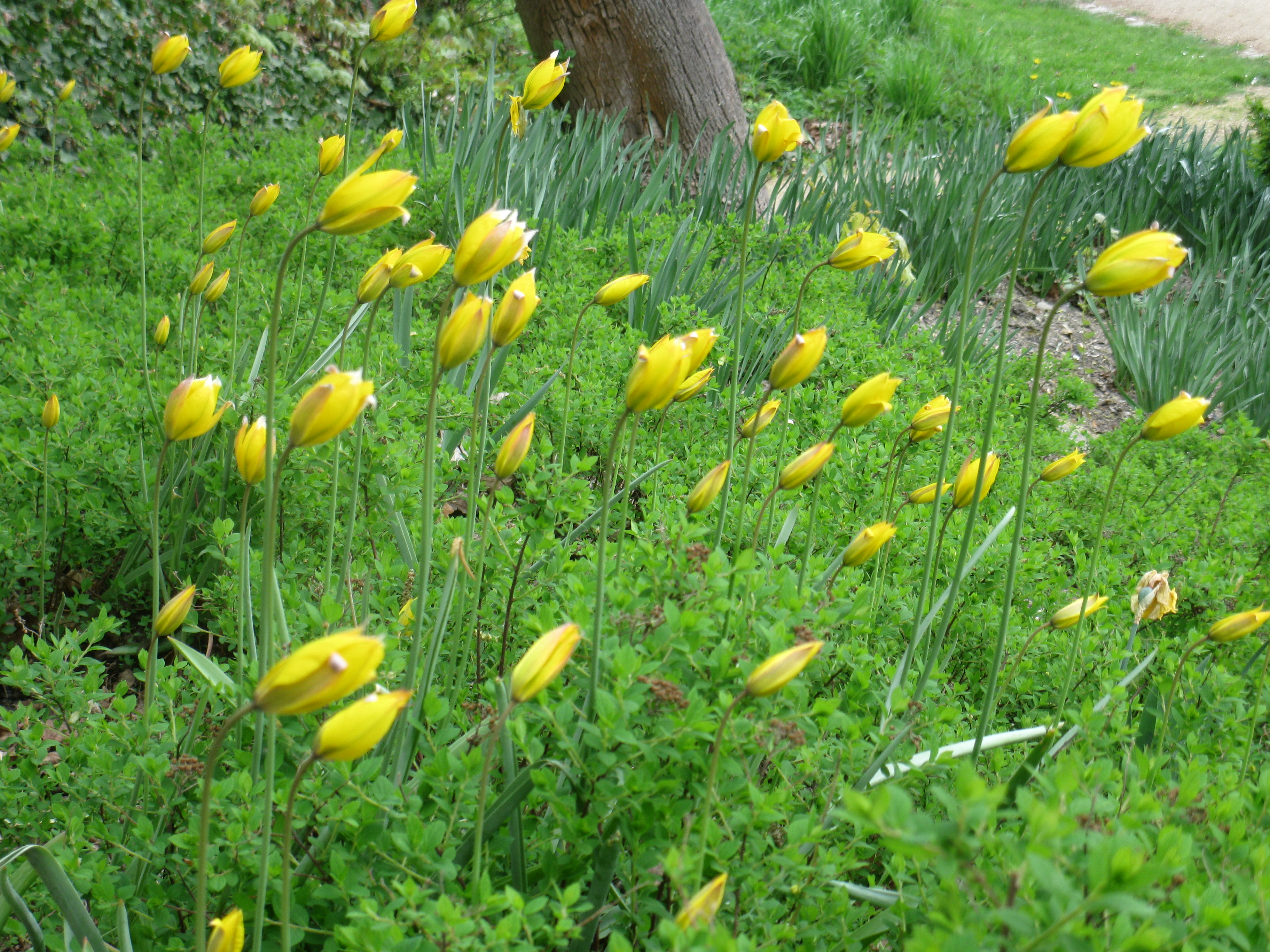
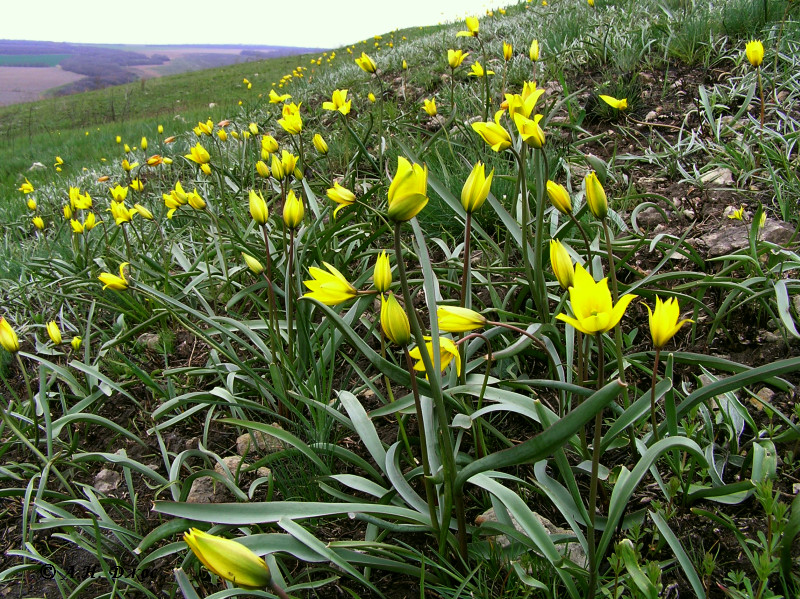
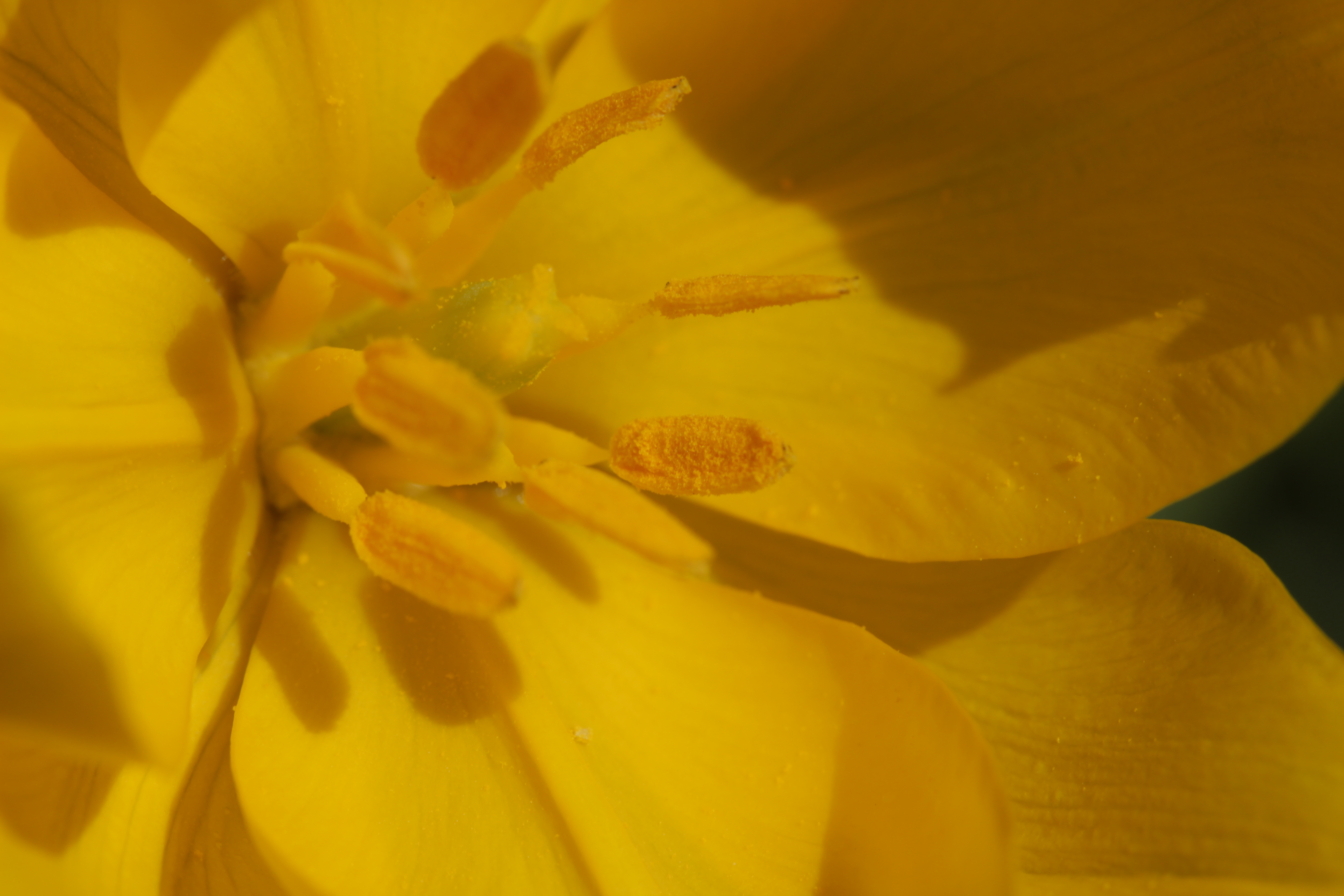